# Cap Tafarit
Le cap Tafarit (ou Râs Tafarît) est un cap rocheux de Mauritanie situé sur l'océan Atlantique, dans la partie centrale du littoral du parc national du banc d'Arguin. Il est constitué d'un plateau culminant environ à 30 m portant à sa pointe sud-ouest un bâtiment de surveillance côtière de l'armée mauritanienne. Un village de pêcheurs et un campement touristique sont installés à son pied, du côté est. 
Ses falaises ont permis de définir un étage du quaternaire dans cette région du Sahara : le tafaritien. 
Les localités côtières les plus proches sont Tanoudert au nord et Ten Alloul au sud.